# Lasiopezus hiekei
Lasiopezus hiekei är en skalbaggsart som först beskrevs av Stefan von Breuning 1968.  Lasiopezus hiekei ingår i släktet Lasiopezus och familjen långhorningar. Inga underarter finns listade i Catalogue of Life.